# Don Schollander
Don Schollander, właściwie Donald Arthur Schollander (ur. 30 kwietnia 1946 w Charlotte) – amerykański pływak. Wielokrotny medalista olimpijski.
Specjalizował się w stylu dowolnym (kraulu). W igrzyskach brał udział dwukrotnie, startował w Tokio i Meksyku, łącznie zdobył sześć medali. Podczas IO 64 zdobył cztery złote medale w wyścigach kraulem. Miał wówczas osiemnaście lat, wkrótce podjął studia na Uniwersytecie Yale. Podczas igrzysk w Meksyku wywalczył swój piąty tytuł w sztafecie oraz srebro na 200 m kraulem. Właśnie dystans 200 metrów uchodził za jego najmocniejszy, jednak nie udało mu się na nim wywalczyć olimpijskiego złota (w Tokio nie było tej konkurencji). Wielokrotnie bił rekordy świata. Opublikował książki wspomnieniowe.

## Starty olimpijskie
Tokio 1964
- 100 m kraulem, 400 m kraulem, 4 × 100 m kraulem, 4 × 200 m kraulem – złoto

Meksyk 1968
- 4 × 200 m kraulem – złoto
- 200 m kraulem – srebro